# Stefan III Branković
Stefan III Branković (Belgrado, 1417 circa – Belgrado di Varmo, 9 ottobre 1476) è stato per un breve periodo signore della Serbia, o Rascia, come era chiamata allora.
È venerato come santo dalla Chiesa ortodossa serba.

## Biografia
Figlio del re di Serbia Đurađ Branković e fratello minore di Lazar II Branković, pare fosse cieco e perciò rimase escluso dalla linea di successione fino a quando tutti i suoi parenti maschi non furono morti.
Fu incoronato despota di Serbia dopo la morte di Lazar. L'8 aprile 1458 il Re d'Ungheria Mattia I e il re di Bosnia Stefano Tommaso lo detronizzarono e incoronarono il figlio di quest'ultimo, Stefano Tomašević.
Quando la Serbia fu conquistata dagli Ottomani il figlio di Stefano, Jovan di Rascia, condusse i rifugiati serbi nel sud del Paese. Lì fu riconosciuto come Principe dei Serbi.

## Discendenza
Stefan e Angelina Arianit Komneni ebbero cinque figli:
- Jovan (-1502);
- Đorđe (-1516);
- Irene;
- Maria (1466-1495), sposò il marchese del Monferrato Bonifacio III;
- Milica (-1554), sposò il voivoda di Valacchia Basarab V Neagoe.

## Ascendenza
|                                         |                                      |                                             | Genitori                          |  |  | Nonni |  |  | Bisnonni          |  |  | Trisnonni |  |
|                                         |                                      |                                             |                                   |  |  |       |  |  | Branko Mladenović |  |  | Mladen    |  |
|                                         |                                      |                                             |                                   |  |  |       |  |  | Branko Mladenović |  |  | Mladen    |  |
|                                         |                                      | …                                           |                                   |  |  |       |  |  | Branko Mladenović |  |  |           |  |
| Vuk Branković                           |                                      |                                             |                                   |  |  |       |  |  | Branko Mladenović |  |  |           |  |
|                                         |                                      | …                                           | …                                 |  |  |       |  |  |                   |  |  |           |  |
|                                         |                                      | …                                           | …                                 |  |  |       |  |  |                   |  |  |           |  |
|                                         |                                      | …                                           | …                                 |  |  |       |  |  |                   |  |  |           |  |
| Đurađ Branković, despota di Serbia      |                                      | …                                           |                                   |  |  |       |  |  |                   |  |  |           |  |
|                                         |                                      | Lazar Hrebeljanović, principe di Serbia     | Pribac Hrebeljanović              |  |  |       |  |  |                   |  |  |           |  |
|                                         |                                      | Lazar Hrebeljanović, principe di Serbia     | Pribac Hrebeljanović              |  |  |       |  |  |                   |  |  |           |  |
|                                         |                                      | Lazar Hrebeljanović, principe di Serbia     | …                                 |  |  |       |  |  |                   |  |  |           |  |
| Mara Lazarević                          |                                      | Lazar Hrebeljanović, principe di Serbia     |                                   |  |  |       |  |  |                   |  |  |           |  |
|                                         |                                      | Milica Nemanjić                             | Vratko Nemanjić                   |  |  |       |  |  |                   |  |  |           |  |
|                                         |                                      | Milica Nemanjić                             | Vratko Nemanjić                   |  |  |       |  |  |                   |  |  |           |  |
|                                         |                                      | Milica Nemanjić                             | …                                 |  |  |       |  |  |                   |  |  |           |  |
| Stefan III Branković, despota di Serbia |                                      | Milica Nemanjić                             |                                   |  |  |       |  |  |                   |  |  |           |  |
|                                         | Matteo Cantacuzeno, despota di Morea | Giovanni VI Cantacuzeno, basileus dei Romei |                                   |  |  |       |  |  |                   |  |  |           |  |
|                                         | Matteo Cantacuzeno, despota di Morea | Giovanni VI Cantacuzeno, basileus dei Romei |                                   |  |  |       |  |  |                   |  |  |           |  |
|                                         | Matteo Cantacuzeno, despota di Morea | Irene Asanina                               |                                   |  |  |       |  |  |                   |  |  |           |  |
| Teodoro Paleologo Cantacuzeno           | Matteo Cantacuzeno, despota di Morea |                                             |                                   |  |  |       |  |  |                   |  |  |           |  |
|                                         |                                      | Irene Paleologa                             | Demetrio Paleologo                |  |  |       |  |  |                   |  |  |           |  |
|                                         |                                      | Irene Paleologa                             | Demetrio Paleologo                |  |  |       |  |  |                   |  |  |           |  |
|                                         |                                      | Irene Paleologa                             | Teodora Comnena                   |  |  |       |  |  |                   |  |  |           |  |
| Irene Cantacuzena                       |                                      | Irene Paleologa                             |                                   |  |  |       |  |  |                   |  |  |           |  |
|                                         |                                      | Giovanni Uroš, despota di Tessaglia         | Simeon Uroš, despota di Tessaglia |  |  |       |  |  |                   |  |  |           |  |
|                                         |                                      | Giovanni Uroš, despota di Tessaglia         | Simeon Uroš, despota di Tessaglia |  |  |       |  |  |                   |  |  |           |  |
|                                         |                                      | Giovanni Uroš, despota di Tessaglia         | Tommasa d'Epiro                   |  |  |       |  |  |                   |  |  |           |  |
| Elena Ouresina Doucaina                 |                                      | Giovanni Uroš, despota di Tessaglia         |                                   |  |  |       |  |  |                   |  |  |           |  |
|                                         |                                      | N. Radoslava                                | Radoslav Hlapen                   |  |  |       |  |  |                   |  |  |           |  |
|                                         |                                      | N. Radoslava                                | Radoslav Hlapen                   |  |  |       |  |  |                   |  |  |           |  |
|                                         |                                      | N. Radoslava                                | …                                 |  |  |       |  |  |                   |  |  |           |  |
|                                         |                                      | N. Radoslava                                |                                   |  |  |       |  |  |                   |  |  |           |  |